# Modello bootstrap
Il termine "modello bootstrap" viene utilizzato per una classe di teorie che utilizzano criteri di coerenza molto generali per determinare la forma di una teoria quantistica da alcune ipotesi sullo spettro delle particelle. È una forma della teoria della matrice S.

## Panoramica
Negli anni '60 e '70, l'elenco in continua crescita di particelle fortemente interagenti, mesoni e barioni, rese chiaro ai fisici che nessuna di queste particelle è elementare. Geoffrey Chew e altri arrivarono al punto di mettere in discussione la distinzione tra particelle composite ed elementari, sostenendo una "democrazia nucleare" in cui l'idea che alcune particelle fossero più elementari di altre veniva scartata. Invece, hanno cercato di ricavare quante più informazioni possibili sulla forte interazione da ipotesi plausibili sulla matrice S, che descrive cosa succede quando particelle di qualsiasi tipo si scontrano, tramite un approccio sostenuto da Werner Heisenberg due decenni prima.
Il motivo per cui il programma aveva qualche speranza di successo era a causa del crossing, il principio che le forze tra le particelle siamo determinate dallo scambio tra particelle. Una volta che lo spettro delle particelle è noto, la legge della forza lo è pure, e questo significa che lo spettro è vincolato a stati legati che si formano attraverso l'azione di queste forze. Il modo più semplice per risolvere la condizione di consistenza è postulare alcune particelle elementari di spin minore o uguale a uno e costruire lo scattering perturbativo attraverso la teoria dei campi, ma questo metodo non consente alle particelle di spin maggiore di 1 e senza il poi fenomeno non ancora scoperto del confinamento, diventa ingenuamente incoerente con il comportamento di Regge osservato dagli adroni.
Chew e altri credevano che sarebbe stato possibile utilizzare la simmetria incrociata e il comportamento di Regge per formulare una matrice S coerente per infiniti tipi di particelle. L'ipotesi di Regge determinerebbe lo spettro, l'incrocio e l'analiticità tramite l'ampiezza di diffusione (le forze), mentre l'unitarietà determinerebbe le correzioni quantistiche autoconsistenti in un modo analogo all'inclusione dei loop. L'unica implementazione pienamente riuscita del programma richiedeva un altro assunto per organizzare la matematica dell'unità (l'approssimazione della risonanza stretta). Ciò significava che tutti gli adroni fossero particelle stabili in prima approssimazione, in modo che lo scattering e il decadimento potessero essere considerati una perturbazione. Ciò ha permesso di costruire un modello bootstrap con infiniti tipi di particelle come una teoria dei campi: l'ampiezza di scattering di ordine più basso dovrebbe mostrare il comportamento di Regge e l'unità determinerebbe le correzioni del loop ordine per ordine. È così che Gabriele Veneziano e molti altri hanno costruito la teoria delle stringhe, che rimane l'unica teoria costruita da condizioni generali di coerenza e lievi ipotesi sullo spettro.
Molti nella comunità dei bootstrap credevano che la teoria dei campi, che era afflitta da problemi di definizione, fosse fondamentalmente incoerente alle alte energie. Alcuni credevano che ci fosse solo una teoria coerente che richiede infinite specie di particelle e la cui forma può essere trovata solo per consistenza. Ciò è noto al giorno d'oggi per non essere vero, poiché ci sono molte teorie che sono non perturbativamente coerenti, ciascuna con la propria matrice S. Senza l'approssimazione della risonanza stretta, il programma bootstrap non aveva un parametro di espansione chiaro e le equazioni di consistenza erano spesso complicate e poco maneggevoli, quindi il metodo aveva un successo limitato. È caduto così in disgrazia con l'ascesa della cromodinamica quantistica, che descrive mesoni e barioni in termini di particelle elementari chiamate quark e gluoni.
" Bootstrap" qui si riferisce a "tirarsi su con i propri stivali", poiché si supponeva che le particelle fossero tenute insieme da forze costituite da scambi di particelle stesse.